# Gouvernement en exil de Rodolfo Llopis
Seconde République espagnole
Giral II Albornoz I
Le gouvernement en exil de Rodolfo Llopis (en espagnol gobierno en el exilio de Rodolfo Llopis) est un exécutif créé par les instances de la Seconde République espagnole en exil entre le 9 février 1947 au 8 août 1947 et dirigé par Rodolfo Llopis.

## Composition
| Portefeuille                         | Titulaires | Titulaires           | Parti |
| ------------------------------------ | ---------- | -------------------- | ----- |
| Président du Conseil Ministre d’État |            | Rodolfo Llopis       | PSOE  |
| Ministre de la Justice               |            | Manuel de Irujo      | PNV   |
| Ministre de la Guerre                |            | Julio Just           | IR    |
| Ministre de l'Économie               |            | Fernando Valera (es) | UR    |
| Ministre de l'Instruction publique   |            | Miquel Santaló (es)  | ERC   |
| Ministre du Travail                  |            | Trifón Gómez (es)    | UGT   |
| Ministre de l'Économie               |            | Vicente Uribe        | PCE   |
| Ministre de l'information            |            | Luís Montoliú (ca)   | CNT   |